# Jürgen Hohmuth
Jürgen Hohmuth (* 1960 in Berlin) ist ein deutscher Fotograf.

## Lebensweg
Nach seinem Besuch der polytechnischen Oberschule in Thüringen und Ost-Berlin absolvierte Jürgen Hohmuth eine Lehre und arbeitete danach zunächst als Forstarbeiter und Zapfenpflücker.
Im Jahr 1981, mit 21 Jahren, begann Hohmuth, als freiberuflicher Fotograf zu arbeiten. Als Bildmotive interessierten ihn Architektur und Landschaft, Straßenszenen und das alltägliche Leben gewöhnlicher Menschen.
Im Jahr 1981 war Hohmuth unter den Gründerinnen und Gründern von chic, charmant & dauerhaft (CCD). Diese Modegruppe entstand Anfang der 1980er Jahre aus einem engen Freundeskreis im Ost-Berliner Bezirk Prenzlauer Berg. Zu CCD gehörten neben Jürgen Hohmuth etwa Yvonne Bergemann, Esther Friedemann, Domenique Hollenstein (Windisch), Sabine von Oettingen, Robert und Jenny Paris, Katharina Reinwald, Sven Marquardt und Frank Schäfer. Die farbenfrohe und bewusst öffentliche Inszenierung eines von der offiziellen SED-Parteilinie abweichenden, hedonistischen Lebensstils wurde zum bestimmenden Motiv. Bei einem Fest in der Wohnung der Fotografin Helga Paris erfolgte 1983 der erste Auftritt der späteren Modegruppe, die sich „chic, charmant & dauerhaft“ in ironischer Anspielung auf die Kriterien der DDR-Modeproduktion nannte. Die Kostüme und Kollektionen fertigten sie zum Teil aus Verbrauchsmaterialien an – etwa aus Folien für den Gartenbedarf („Ein Traum in Erdbeerfolie“).
Von 1986 bis 1991 studierte Hohmuth Fotografie an der Hochschule für Grafik und Buchkunst Leipzig; unter anderem bei Arno Fischer (1927–2011). Ab 1988, also schon während seines Studiums in Leipzig, arbeitete Hohmuth als Fotograf an Sanierungsstudien und bei Gebäude-Bestandsaufnahmen in Leipzig, Berlin-Prenzlauer Berg, Erfurt, Dessau und Wolfen mit, zusammen mit Stadtplanern und Denkmalpflegern vom Bauhaus Dessau und von der Bauhaus-Universität Weimar.
In den Jahren 1991 bis 1996 nahm Hohmuth an Tourneen durch Frankreich mit dem Wandertheater „Escale“ und dem Zirkus „Les Oiseaux Fous“ teil.
1996 gründete Hohmuth mit weiteren Fotografen das Produktionsbüro ZEITORT. Seit 1997 setzt Hohmuth ein kleines Luftschiff für Luftaufnahmen ein und veröffentlicht Städtebücher, -Kalender und -Filme über Berlin, Dresden, Jena, Erfurt, München, Potsdam, Prenzlau und Weimar. Von 2000 bis 2003 machte Hohmuth Aufnahmen in Europa, Indien und Nordafrika von Labyrinthen und Irrgärten für die Zeitschriften Stern und Geo sowie für Publikationen der Verlage Frederking & Thaler, Prestel und das Gütersloher Verlagshaus. Von 2004 bis 2014 nahm Hohmuth Fotografien für das regelmäßige Kulturfest Kulturland Brandenburg auf. In den Jahren von 2008 bis 2016 unternahm Hohmuth mehrere Reisen nach Patagonien und in die Antarktis, wo er rund um das Kap Hoorn Schiffswracks fotografierte. Er stellte seine Wrack-Fotografien unter anderem im Meeresmuseum Stralsund und dem Deutschen Schifffahrtsmuseum in Bremerhaven aus.
Im Jahr 2018 zog Hohmuth nach Friedrichswalde in Brandenburg.
Hohmuth widmet sich – auch in Ton-Bild-Schauen – besonders der Architektur- und Industriefotografie und dokumentiert Stadtentwicklung und Alltagsleben sowie Tanzperformances. Er veröffentlicht seine Fotografien vor allem in zahlreichen Bildbänden. Hohmuth kuratiert und gestaltet Ausstellungen und wirkt an Filmproduktionen mit. Er ist Mitglied von Freelens (Verband der Fotografen) und der Verwertungsgesellschaft Bild-Kunst sowie Gründungsmitglied des Bundesverbandes Architekturfotografie (BVAF).

## Veröffentlichungen (Auswahl)
- 1997: Wendelin Strubelt (Hrsg.): Jena, Dessau, Weimar: Städtebilder der Transformation 1988–1990 und 1995–1996. Leske und Budrich, Opladen 1997, ISBN 978-3-8100-1767-3.
- 2001: Jürgen Hohmuth: ›Im Fluss‹ – Museumsinsel Berlin 2001. Zeitort, Berlin 2001.
- 2002: Christiane Kruse: Berlin heute. Prestel, München 2002, ISBN 3-7913-2646-5. (mit Fotos von Michael Haddenhorst und Jürgen Hohmuth).
- 2003: Jürgen Hohmuth: Labyrinthe & Irrgärten. Frederking & Thaler, München 2003, ISBN 3-89405-618-5. (Fotobildband mit Aufnahmen aus einem Ballon).
- 2004: Uwe Wolff, Labyrinthe. Pilgerwege der Seele. Mit Fotografien von Jürgen Hohmuth. Verlag Kreuz, Stuttgart 2004, ISBN 3-7831-2394-1
- 2005: Bezirksamt Mitte von Berlin, Abteilung Stadtentwicklung, Bauen, Wirtschaft und Ordnung, Stadtentwicklungsamt, Fachbereich Stadtplanung (Hrsg.): Mitte von Berlin – Metropole und Kiez. apercu, Berlin 2005.
- 2005: Joachim Schlör, Jürgen Hohmut, Paul Astonh: Denkmal für die ermordeten Juden Europas / Memorial to the murdered Jews in Europe. Prestel, München / Berlin / London / New York 2005, ISBN 978-3-7913-4028-9. Joachim Schlör (Autor), Jürgen Hohmuth (Fotos), Paul Aston (Übersetzer) (deutsch und englisch)
- 2007: Cristina Inês Steingräber (Hrsg.): Die Museumsinsel: Ansichten von der Insel der Künste. cop, 2007.; mit Fotografien von Jürgen Hohmuth und historischen Aufnahmen.
- 2008: Jürgen Hohmuth: München, Stadt der Lebensfreude. Knesebeck, München 2008.
- 2009: Jürgen Hohmuth: ›Zeitbilder‹. Jena 1988–89. Zeitort-Verlag, Berlin 2009, ISBN 978-3-00-029546-1.
- 2010: Bundesinstitut für Bau-, Stadt- und Raumforschung im Bundesamt für Bauwesen und Raumordnung (Hrsg.): Der gebändigte Raum: Bilder und Texte zur Raumnutzung in Deutschland. Wasmuth & Zohlen, Berlin 2010, ISBN 978-3-8030-0720-9. Wendelin Strubelt (Autor), Gisela Beckmann (Mitwirkende), Fabian Dosch (Mitwirkender). Mit Fotografien von Jürgen Hohmuth.
- 2010: Enno Kaufhold, Jürgen Hohmuth: Berlin Zeitsprünge. Die Entwicklung der Stadt. Nicolai, Berlin 2010, ISBN 978-3-89479-368-5.
- 2011: Kathrin Schmidt, Jürgen Hohmuth: 1055 Berlin – Der Prenzlauer Berg 1980–1990. Edition Braus, Berlin 2011, ISBN 978-3-86228-110-7.
- 2011: Anne-Katrin Ziesak, Jürgen Hohmuth, Matthias Baxmann: Licht–Spiel–Haus: Moderne in Brandenburg: Film, Kunst und Baukultur. 1. Auflage. Koehler & Amelang, Leipzig 2011, ISBN 978-3-7338-0379-7. (Kulturland Brandenburg).
- 2011: Jürgen Hohmuth: Dresden aus halber Höhe. Koehler & Amelang, Leipzig 2011.
- 2012: Jürgen Hohmuth (Fotos), Ulf Wolter (Text): Wracks am Ende der Welt – Der Schiffsfriedhof um Kap Hoorn. Koehler & Amelang, Leipzig 2012.
- 2014: Jürgen Hohmuth: Berlin aus halber Höhe. Edition Braus, Berlin 2014.
- 2015: Jürgen Hohmuth (Fotos), Axel Klausmeier (Text): „Keine besonderen Vorkommnisse!“ Als die Mauer offen war: die Jahre 1989 und 1990. Edition Braus, Berlin 2015.
- 2017: Jürgen Hohmuth: Graustufen: Leben in der DDR, in Fotografien und Texten. Edition Braus, Berlin 2017.
- 2018: Jürgen Hohmuth: Thüringens Mitte aus halber Höhe. Zeitort, Berlin 2018.
- 2020: Jürgen Hohmuth: Graubunt. Zwischen Anarchie und D-Mark – Ostdeutschland in den frühen 90ern. Edition Braus, Berlin 2020. Mit Fotografien von Jürgen Hohmuth. Mit Text-Beiträgen von Sten Nadolny, Lutz Seiler, Ingo Schulze, Christoph Links, Kara Huber, Rainer Kirchmann, Christoph Hein, Markus Meckel, Kathrin Schmidt u. a.
- 2021: Wendelin Strubelt, Fabian Dosch, Gotthard Meinel, Jürgen Hohmuth: Die Gestalt des Raumes. Landschaften Deutschlands als Abbilder der Gesellschaft. Wasmuth & Zohlen, Berlin 2021, ISBN 978-3-8030-2224-0.
- 2022: Jürgen Hohmuth: Berlin 2023. Buschfunk Musikverlag, Berlin 2022.

## Ausstellungen (Auswahl)
- 1995: Endstation – Berlin Zentralviehhof, 27. April bis 13. August 1995, Ausstellung des Prenzlauer Berg-Museums auf dem Gelände des ehemaligen Schlachthofs Berlin
- 2001: RaumBilder, Bundesamt für Bauwesen und Raumordnung, Bonn (mit Ralph Hinterkeuser, Jürgen Hohmuth und Michael Schroedter)
- 2011: Deutsches Haus at New York University, Sabine von Oettingen: New York Is Where We Are, 30. September 2011 bis 30. Oktober 2011, Fotografien von Jürgen Hohmuth
- 2017: Jürgen Hohmuth beteiligte sich an der Themenausstellung Die Wege des Eisens im Kulturquartier Mecklenburg-Strelitz in Neustrelitz, 6. Mai bis 13. August 2017
- 2019 Eisberg-Fotos Eisheilige beim Petersberger Klimadialog in Berlin
- 2020/21: Nahaufnahme Ostdeutschland. Fotografien von Jürgen Hohmuth 1990–1994. Fotoausstellung im Museum in der Kulturbrauerei 1. Oktober 2020 bis 11. April 2021, Siehe Pressemitteilung